# Камедетечение
Камедетече́ние, или гоммо́з, — болезненное явление, встречающееся у различных растений, чаще всего у древесных, характеризующееся выделением янтарной или бурой, густой и клейкой жидкости на надземных частях: преимущественно на стволе, ветвях, плодах, реже — на листьях.
Причины явления разнообразны — ранения, морозобоины, неблагоприятные условия произрастания, повреждения насекомыми, поражения микроорганизмами.

## Камедетечение древесных растений
Чаще всего встречается у вишен, также у слив, персиков и других представителей сливовых (Amygdalaceae); в более тёплых странах — у настоящих акаций (Acacia), у разных видов астрагала (Astragalus), у померанцев (Citrus), шелковицы и других деревьев.
У вишен камедь вытекает из трещин коры ствола и ветвей, нередко в весьма значительном количестве. Это твёрдая, светло-жёлтая и прозрачная, но иногда мутная и бурая масса, известная под именем вишнёвого клея; представляет смесь арабина и церазина. Её образование, по Вигандту и Франку, происходит так: среди древесины сначала начинают попадаться отдельные сосуды, совершенно заполненные камедью, потом в древесине и в коре в разных местах показываются маленькие пятнышки — возникающие очаги камедеобразования. Здесь в древесине образуется особая ненормальная паренхима, которая мало-помалу погибает, превращаясь в камедь. Затем окрестная нормальная древесина начинает постепенно разрушаться, увеличивая собой количество камеди. В то же время идёт разрушение и в области коры. Болезнь может начаться и с коры. Может разрушиться и часть камбия — в таком месте, понятно, становится невозможным дальнейший прирост дерева, болезнь разъедает дерево. Накопившаяся камедь выливается, обнаруживая раны, часто весьма глубокие. Тем не менее камедетечение, которое, как полагают, является только симптомом болезни, обусловливается местным скоплением запасных пластических веществ и воды при отсутствии нормальной надобности в них со стороны растения. Так, потеря почек, особенно весной, и следовательно, потеря возможности нормально переработать запасные вещества влечёт за собой камедетечение. Болезнь причиняют также тяжкие поранения дерева, чрезмерное удобрение и холодная тяжёлая почва, долго удерживающая воду. В последнем случае растение воспринимает слишком много воды, растворяет много запасных веществ, не будучи в состоянии нормально ими воспользоваться. Существует ещё указание, что болезнь вызывает особый грибок Coryneum beyerinckii Oud. Самоисцеление в природе почти не наблюдалось.
Подобно тому, как вишня даёт вишнёвый клей, настоящие акации (Acacia senegal и другие) дают аравийскую камедь (гуммиарабик). У них в камедь превращаются элементы коры. Собственно гуммиарабик происходит из внутренней коры, тогда как её средняя часть даёт камедь, похожую на вишнёвую. Причину камедетечения у сенегальской акации предполагают в действии на растение сухих ветров пустыни. Есть также исследователи, которые отказываются видеть в камедетечении акаций болезненное явление.
Различные виды астрагалов дают камедь-трагант, происходящую (по Молю) из клеток сердцевины и сердцевинных лучей путём их постепенной дезорганизации. Когда влажная погода сменяется засухой, образовавшийся внутри растения трагант выдавливается окружающими тканями наружу в виде листов и пластинок.
Камедетечение наблюдалось ещё у померанцев, лимонных и апельсинных деревьев (виды Citrus), у которых оно составляет несомненную и опасную болезнь («mal della gomma» итальянцев), а также при одной болезни винограда — «mal nero», распространённой в Южной Европе.
Необходимые профилактические меры в борьбе с камедетечением деревьев: соблюдение правил агротехники, хороший дренаж почвы, правильные обрезка и удобрение, лечение морозобойных трещин и ран, опрыскивание бордоской жидкостью. Рекомендуется остерегаться тяжких поранений в вегетационное время и выбирать более рыхлую землю. Как лечебное средство советуют вырезание ран до здоровой древесины.

## Камедетечение травянистых растений
При разведении томатов и стручкового кайенского перца (Capsicum frutescens) иногда случается (в Италии очень часто), что уже в июле многие растения начинают полегать, их листья сначала желтеют, потом становятся грязно-бурыми и, наконец, засыхают, причём на нижней части главного стебля и при основаниях крупных веток появляются влажные, как бы пораненные, места и на них образуется камедь. Здесь же в изобилии замечаются бактерии, отчего и саму болезнь иногда называют бактериозис.
Из возделываемых технических культур наиболее вредоносным является камедетечение у хлопчатника, вызываемое бактерией Xanthomonas malvacearum, которое характеризуется появлением маслянистых пятен серого цвета, покрывающихся камедью. Коробочки гниют, поражённые растения желтеют, сохнут, обламываются и гибнут. Необходимые профилактические меры: уничтожение остатков растений после сбора урожая хлопка, зяблевая вспашка, заготовка здорового семенного материала с последующим протравливанием.